# إعلان أوروبا
إعلان أوروبا ، المعروف أيضًا باسم ميثاق المجموعة، هو بيان مشترك أصدره وزراء خارجية ألمانيا الغربية وفرنسا وإيطاليا وهولندا وبلجيكا ولوكسمبورغ في عام 1951. صدر الإعلان عند توقيع معاهدة باريس، التي أنشأت المجموعة الأوروبية للفحم والصلب على أساس خطة شومان، في 18 أبريل 1951.
وجاء في الإعلان أن المجموعة الأوروبية للفحم والصلب تمثل ميلاد أوروبا على هيئة كيان سياسي واقتصادي واجتماعي، يعكس المبادئ التي أعلنها روبير شومان في إعلان شومان عام 1950. وجاء فيها:
تم التوقيع على الإعلان من قبل كونراد أديناور (ألمانيا الغربية) وبول فان زيلاند ‏ (بلجيكا) وجوزيف موريس ‏ (بلجيكا) وروبرت شومان (فرنسا)، والكونت كارلو سفورزا (إيطاليا) وجوزيف بيخ (لوكسمبورغ) وديرك ستيكس ‏ (هولندا) ويان فان دن برينك ‏ (هولندا). لقد تم إنشاء هذا المؤتمر لتذكير الأجيال القادمة بواجبهم التاريخي المتمثل في توحيد أوروبا على أساس الحرية والديمقراطية في ظل سيادة القانون. وهكذا، فقد نظروا إلى إنشاء أوروبا الأوسع والأعمق باعتبارها مرتبطة ارتباطاً وثيقاً بالتطور الصحي للنظام فوق الوطني أو النظام المجتمعي.